# Paraletharchus opercularis
Paraletharchus opercularis är en fiskart som först beskrevs av Myers och Wade, 1941.  Paraletharchus opercularis ingår i släktet Paraletharchus och familjen Ophichthidae. IUCN kategoriserar arten globalt som sårbar. Inga underarter finns listade i Catalogue of Life.